# Amont-et-Effreney
Amont-et-Effreney ist eine französische Gemeinde mit 166 Einwohnern (Stand: 1. Januar 2022) im Département Haute-Saône in der Region Bourgogne-Franche-Comté.

## Geographie
Amont-et-Effreney liegt auf einer Höhe von 393 m über dem Meeresspiegel, vier Kilometer nördlich von Faucogney-et-la-Mer und etwa 43 Kilometer nordöstlich der Stadt Vesoul (Luftlinie). Die Streusiedlungsgemeinde erstreckt sich im äußersten Nordosten des Departements, im Tal des Breuchin in den südwestlichen Vogesen.
Die Fläche des 16,83 km² großen Gemeindegebiets umfasst einen Abschnitt der von Tälern durchzogenen Plateaulandschaft am Südwestrand der Vogesen. Von Norden nach Süden wird das Gebiet vom Tal des Breuchin durchquert, der für die Entwässerung zur Lanterne sorgt. Die flache Talaue liegt durchschnittlich auf 380 m und weist eine Breite von maximal einem Kilometer auf. Sie wird überwiegend landwirtschaftlich genutzt.
Das Tal des Breuchin ist mehr als 200 m tief in das umgebende Hochplateau eingesenkt. Die steilen, meist bewaldeten Hänge werden durch verschiedene kurze Seitenbäche des Breuchin untergliedert. Nach Osten reicht der Gemeindeboden bis an den Rand des Plateaus von Esmoulières (bis 625 m). Auf seiner Westseite wird das Tal von den Höhen Les Grandes Rayes und Bois de Châtillon flankiert. Mit 661 m wird oberhalb von Effreney die höchste Erhebung von Amont-et-Effreney erreicht. Das Plateau zeigt ein lockeres Gefüge von Wald, Weideland, Heidelandschaften und Mooren. Es erreicht eine mittlere Höhe von 600 m. In Muldenlagen befinden sich verschiedene kleine Seen, die überwiegend natürlichen Ursprungs sind und während der Eiszeit durch Gletscherschliff entstanden. Einige wurden auch aufgestaut und dienen zur Fischzucht.
In geologisch-tektonischer Hinsicht bestehen die Höhen teils aus Sedimenten, die während der Lias abgelagert wurden, teils tritt das kristalline Grundgestein zutage. Auf den Höhen wie auch in den Tälern finden sich Ablagerungen des Quartärs. Das gesamte Gemeindegebiet gehört zum Regionalen Naturpark Ballons des Vosges.
Amont-et-Effreney besteht aus verschiedenen Siedlungen, Weilern und Gehöften:
- La Rochotte (393 m) im Tal des Breuchin, Standort der Gemeindeverwaltung
- La Ferrière (386 m) im Tal des Breuchin
- Les Mottes (372 m) im Tal des Breuchin
- Les Voivres (546 m) auf der Höhe westlich des Breuchin-Tals
- Effreney (590 m) in einer Mulde westlich des Breuchin-Tals
- Châtillon (595 m) auf der Höhe des Bois de Châtillon

Nachbargemeinden von Amont-et-Effreney sind La Longine im Norden, Esmoulières im Osten, Faucogney-et-la-Mer und La Voivre im Süden, Sainte-Marie-en-Chanois im Südwesten sowie Saint-Bresson im Westen.

## Geschichte
Erstmals urkundlich erwähnt wird Amont-et-Effreney bereits im Jahr 1091. Im Mittelalter gehörte das Dorf zur Freigrafschaft Burgund und darin zum Gebiet des Bailliage d’Amont. Die lokale Herrschaft hatten die Herren von Faucogney inne. Zusammen mit der Franche-Comté gelangte der Ort mit dem Frieden von Nimwegen 1678 definitiv an Frankreich. Heute ist Amont-et-Effreney Mitglied des Gemeindeverbandes Communauté de communes des 1000 étangs.

## Sehenswürdigkeiten

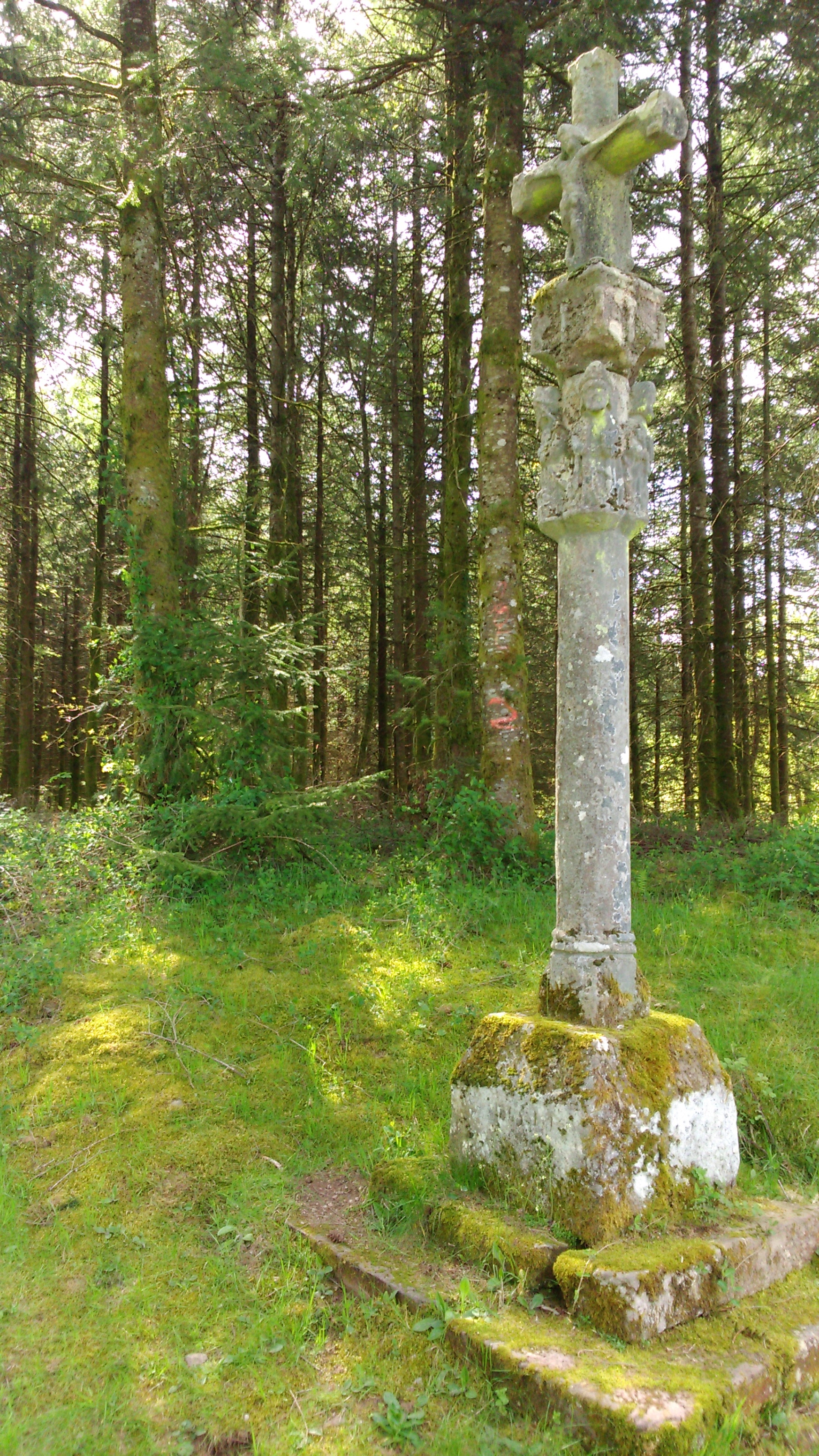
Kreuz von Montdahin

Die Kapelle Saint-Claude in Ferrière-le-Bas wurde im 17. Jahrhundert errichtet. Zwei weitere Kapellen gibt es bei Effreney und La Voivre sowie mehrere Calvaires, darunter derjenige von Montdahin, der auf das 16. Jahrhundert datiert wird und seit 1986 als Monument historique klassifiziert ist. Die Weiler sind geprägt durch Bauernhäuser aus dem 17. bis 19. Jahrhundert, die den traditionellen Stil der Region zeigen.

## Bevölkerung
| Jahr                       | 1962 | 1968 | 1975 | 1982 | 1990 | 1999 | 2006 | 2008 | 2020 |
| Einwohner                  | 366  | 333  | 290  | 256  | 229  | 194  | 184  | 181  | 163  |
| Quellen: Cassini und INSEE |      |      |      |      |      |      |      |      |      |

Mit 166 Einwohnern (1. Januar 2022) gehört Amont-et-Effreney zu den kleinen Gemeinden des Départements Haute-Saône. Während des gesamten 20. Jahrhunderts wurde ein kontinuierlicher Bevölkerungsrückgang verzeichnet (1881 wurden noch 823 Personen gezählt).

## Wirtschaft und Infrastruktur
Amont-et-Effreney ist noch heute ein vorwiegend durch die Landwirtschaft (Ackerbau und Viehzucht), die Forstwirtschaft und die Fischzucht geprägtes Dorf. Außerhalb des primären Sektors gibt es nur wenige Arbeitsplätze im Ort. Einige Erwerbstätige sind deshalb Wegpendler, die in den größeren Ortschaften der Umgebung ihrer Arbeit nachgehen.
Die Ortschaft liegt abseits der größeren Durchgangsachsen an einer Departementsstraße, die von Luxeuil-les-Bains via Faucogney-et-la-Mer nach Rupt-sur-Moselle führt. Weitere Straßenverbindungen bestehen mit Saint-Bresson und Esmoulières.